# Мижев, Умар Крым-Гериевич
Умар Крым-Гериевич Мижев (25.09.1947 — 14.10.2021) — российский художник. Автор герба Карачаево-Черкесской республики.

## Биография
Родился в Киргизии, окончил КЧГПИ (1974) и отработал 3 года учителем Эркин-Юртской средней школы. Потом была работа во Дворце пионеров и школьников г. Черкесска. В 1992 г. был приглашен Карачаевским драматическим театром на должность художника-постановщика, с 2002 г. он главный художник театра.
С момента начала учёбы на худграфе КЧГПИ занимается творчеством, и с 1972 г. регулярно участвует в выставках всех уровней — от областных до всесоюзных. В Черкесске с успехом прошли четыре персональные выставки, на которых художником были подведены промежуточные итоги творческой деятельности (1983, 1988, 1993, 1997 гг.). В 2017 г. состоялась юбилейная персональная выставка Мижева в Северокавказском филиале Государственного музея Востока в Майкопе.
Особенностью творчества У. Мижева является освоение им различных техник, в том числе офортов. Серьёзно занимается художник и книжной графикой, оформил более 30 книг.

## Театр
Хотя основу его творчества составляют живописные и графические работы, он также реализует свой творческий потенциал в декоративно-прикладном (гобелен, кийиз) и в театрально-декорационном искусстве. Им оформлен первый карачаевский балет «Айтуган — дочь Карчи» (композитор М. Кочкаров, автор либретто М. Шаманова), поставленный Краснодарским музыкальным театром. За время работы в карачаевском театре Умар Мижев оформил спектакли: «Бийнёгер» С. Семеновой, «Огурлу» Ш. Эбзеева, «Незваный гость» Б. Тохчукова, «Кот в сапогах» Г. Сапгира, «Сумасшедшая любовь» Б. Аппаева, «Судьба и честь» М. Батчаева, «Мордамбаловы» А. Узденова, «Осенняя скука» Н. Некрасова, «Бременские музыканты» В. Шульжика, «Батырджаш» М. Батчаева, «Свадьба» М. Зощенко, «Удачный день» А. Чаюпи, «Ханума» А. Цагарели, «Мурат и Зумрат», «Акбийче и Рамазан» Д. Мамчуевой, «Хитроумная влюбленная» Лопе де Вега. В русском театре КЧР Умар Крым-Гериевич оформил спектакль «Брак по-итальянски» по пьесе Э. де Филиппо.
У. К.-Г. Мижев — автор государственного герба Карачаево-Черкесской Республики.

## Признание
Творческая активность У. Мижева, его участие в конкурсах получили широкое признание: серебряная медаль Всероссийского конкурса «Русская галерея XXI век» в номинации «За развитие традиционного национального искусства народов России» (2011), диплом и медаль «За профессиональную честь» общественной организации «Интеллектуальный центр Чеченской Республики» (2012), диплом Союза художников России за успехи в творчестве и содействие развитию изобразительного искусства России (2012), золотая медаль «Духовность, традиции, мастерство» Всероссийской творческой общественной организации «Союз художников России» (2018).

## Награды
- Заслуженный художник России;
- Народный художник Карачаево-Черкесской республики;
- Серебряная медаль Всероссийского конкурса «Русская галерея XXI век» в номинации «За развитие традиционного национального искусства народов России»;
- Диплом и медаль «За профессиональную честь» общественной организации «Интеллектуальный центр Чеченской Республики»;
- Золотая медаль «Духовность, традиции, мастерство» Всероссийской творческой общественной организации «Союз художников России»;
- Диплом Союза художников России за успехи в творчестве и содействие развитию изобразительного искусства России.